# ألان بيرسيفال
ألان بيرسيفال (1923 بكندا - 1985 بتورونتو في كندا) هو لاعب كريكت كندي. شارك مع منتخب كندا الوطني للكريكت.

## وصلات خارجية
- ألان بيرسيفال على موقع إي آس بي آن كريك إنفو (الإنجليزية)